# Huda Barakat
Huda Barakat (àrab: هدى بركات, Hudà Barakāt) (Beirut, 1952) és una escriptora libanesa. La seva família prové de Bisharri, un petit poble al nord del Líban. El 1985 va publicar el seu primer llibre Visitants, una recopilació de relats, i des de llavors no ha parat d'escriure, amb novel·les tan conegudes com La pedra del riure (1990), La llum de la passió (1993), El llaurador d'aigües (2000) i El meu senyor i el meu amor (2008). Les seves obres han estat traduïdes al francès, a l'anglès, a l'holandès, a l'italià i al castellà. Va instal·lar-se amb els seus dos fills a París el 1989, després d'abandonar el Líban, poc abans que s'acabés la Guerra Civil Libanesa.

## Biografia
Llicenciada en Literatura francesa per la Universitat de Beirut, el 1975 es va traslladar a París per fer-hi un doctorat, però va decidir tornar al Líban quan va esclatar la guerra civil al seu país. Ha treballat de professora, periodista i traductora. La seva primera col·lecció de contes va ser publicada el 1985, i des de llavors la seva bibliografia no ha parat de créixer. Destaquen les seves novel·les La pedra del riure (1990), El llaurador d'aigües (2007), El meu senyor i el meu amor (2008) i La llum de la passió (2008).
L'autora sempre ha declarat estimar d'allò més la llengua àrab i respectar-ne els canons, tot i afegint-hi innovació en els temes. El seu estil és bastant particular i sempre fa servir els nivells més clàssics de la llengua, fins i tot dins dels diàlegs entre els personatges de les seves obres.
Els seus llibres han estat traduïts a diverses llengües, l'any 2000 va rebre el prestigiós premi Naguib Mahfouz per la seva obra i el 2002 va ser nomenada Chevalier de l'Ordre des Arts et des Lettres pel Ministeri de Cultura francès i Chevalier de l'Ordre du Mérite National el 2008. Actualment (2015) viu a París.